# FN MAG
FN MAG eller MAG-58 er et maskingevær der fremstilles af FN Herstal i Belgien. FN MAG blev udviklet i 1950'erne og er blevet produceret siden 1958. Det er i dag et meget brugt maskingevær i militære styrker i over 80 lande i hele verden. MAG står for Mitrailleuse d'Appui General .

## Design
FN MAG bruger 7.62 x 51 mm NATO ammunition, og ligner internt Browning Automatic Rifle. Det er et bæltefødet maskingevær, og bæltefødningen minder om den man finder på MG42 maskingeværet. 
FN MAG har vist sig at være utroligt pålidelig under alle omstændigheder. Da den amerikanske hær testede den kunne den gennemsnitligt affyre 26,000 skud uden at få skader.
En populær funktion på maskingeværet er at løbet kan udskiftes meget hurtigt. Et trænet hold maskingeværskytter kan skifte løbet på tre sekunder, og skal ifølge instruktionerne gøre dette efter 200 skud hvis der skydes hurtigt, for at undgå overophedning. I praksis springer skytterne ofte dette over, da våbnet kan tåle det. Under Falklandskrigen er der eksempler på faldskærmstropper der affyrede over 8,000 skud fra samme løb, under slaget ved Goose Green. Resultatet var at løbene var hvidglødende men våbnene virkede stadig.

## Brugere
FN MAG bruges af mere end 80 lande i verden, og produceres under licens i USA, Storbritannien, Argentina, Taiwan, Indien, Singapore og Egypten.
- Argentina
  - FN MAG bruges stadig af Argentinas hær efter de blev købt for mere end 20 år siden. Den brugtes under Falklandskrigen.

- Australien
  - FN MAG har den officielle betegnelse MAG 58 i det australske forsvar.

- Belgien
  - Bruges i alle infanterienheder og hos faldskærmstropper.

- Brasilien

- Canada
  - Bruges som C6 GPMG. Der er to C6 geværer i hver infanteri deling.

- Colombia
- Danmark
  - Bruges som bevæbning i EH101 i Taktisk Troppetransport-konfiguration.

- Estland
  - Bruger den svenske version Ksp 58 som standard maskingevær.

- Indonesien
  - Som Pindad SPM2-V2 GPMG

- Indien
  - Bruger en licensproduceret version kendt som MG 2A1.

- Irland
  - Bruges under navnene GPMG eller MAG som ildstøttevåben i infanteriet. Den erstattede for nylig den gamle Bren Gun i den irske militære reserve.

- Israel
  - Bruges i køretøjer og kampvogne, men er ellers blevet afløst af det nyere Negev lette maskingevær.

- Japan
  - Den japanske hær bruger FN MAG fremstillet på licens af Sumitomo Heavy Industries med markant anderledes design, kendt som T-62 eller Type 62.

- Litauen

- Malaysia

- Nederlandene
  - Er stort set blevet erstattet af FN Minimi i infanteriet, og bruges nu kun på kampvogne og andre køretøjer.

- New Zealand

- Nigeria

- Singapore
  - En FN MAG er udleveret i hver infanteri deling. Den kaldes GPMG.

- Slovenien

- Storbritannien
  - MAG vblev indført som erstatning for Vickers maskingeværet, Taden maskingeværet og Bren Gun efter tests i 1957 og fremstilles af Enfield. Den bruges under betegnelsen L7 GPMG men kaldes "Gimpy" af de britiske soldater.

- Sydafrika
  - Bruges i infanteridelinger. Kaldes LMG.

- Sverige
  - Indført i 1958 som Ksp 58, og fremstilledes på licens af Carl Gustav i kaliber 6.5 x 55 mm Svensk.
  - Den blev modificeret i 1970 til 7.62 x 51 mm NATO ammunition, og kaldtes nu Ksp 58 B.

- Taiwan
  - Licensfremstillet som CSF.

- USA
  - Bruges som M240. Hæren bruger hovedsagelig M240B og marinekorpset bruger M240G varianten. Andre versioner bruges i køretøjer og helikoptere. Den har erstattet den tidligere M60.
  - M240B har en intern rekyldæmper der adskiller den fra MAG.

- Venezuela
  - FN MAG bruges som standard maskingevær i infanterienheder.

- Zimbabwe

- Østrig
  - MAG58 bruges i den østrigske hær som 7.62 mm MG FNMAG/Pz i kampvognene Schützenpanzer Ulan og Kampfpanzer Leopard 2A4. Den bruges også i version FNMAG/M i de nye Blackhawk helikoptere.